# Isacco Artom

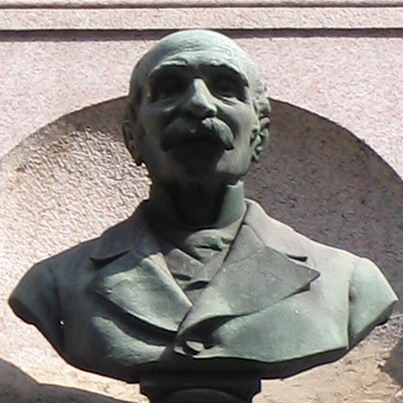
Isacco Artom, byst i Asti.

Isacco (även Isaak eller Isaac) Artom, född den 31 december 1829 i Asti, död den 24 januari 1900 i Rom, var en italiensk politiker och diplomat.
Artom tillhörde en inflytelserik judisk familj i hemstaden Asti. Sina universitetsstudier bedrev han vid universitetet i Pisa, där han kom i kontakt med kretsar, som stod rörelsen för risorgimento nära. År 1848 kämpade han som medlem av en bataljon från universitetet mot österrikarna. Från 1850 till 1859 arbetade han som journalist för tidskrifterna Opinione och Crepuscolo.
Artom återupptog sina juridikstudier vid universitetet i Turin, där han lärde känna Costantino Nigra, som blev hans nära vän. År 1856 blev Artom Camillo Benso di Cavours sekreterare, därefter sändebud till Danmark och Baden, från 1877 (som förste jude) senator. År 1862 utgav han tillsammans med Alberto de Blanc ett urval av Cavours tal (Œuvre parlamentaire de comte de Cavour). 